# Kompleks przemysłowy kopalni i koksowni Zollverein
Kompleks przemysłowy kopalni i koksowni Zollverein w Essen (niem. Zeche und Kokerei Zollverein) – dawny kompleks przemysłowy na północy Essen w zachodnich Niemczech, obejmujący kopalnię węgla kamiennego (niem. Zeche Zollverein) i koksownię (niem. Kokerei Zollverein). Nazwa kompleksu pochodzi od Niemieckiego Związku Celnego (Deutscher Zollverein), XIX-wiecznej organizacji gospodarczej, której działalność przyczyniła się do zjednoczenia Niemiec.
Pierwszy szyb wydobywczy na terenie Zollverein stanął w 1847 r. – wydobycie rozpoczęto w 1851 i kontynuowano nieprzerwanie do 1986. Węgiel w dużej mierze wykorzystywany był na miejscu do produkcji koksu, najpierw w wielu mniejszych koksowniach bezpośrednio w sąsiedztwie szybów wydobywczych, a następnie w koksowni centralnej. Od lat 50. XX w. kompleks uważany był za największy tego rodzaju w Europie. Wskutek narastających problemów gospodarczych kopalnię zamknięto w 1986 a koksownię w 1993.
Kompleks – po zamknięciu objęty ochroną konserwatorską – tworzy unikatowe świadectwo historii techniki i architektury przemysłowej XX w. – stanowi jedną z głównych atrakcji Europejskiego Szlaku Dziedzictwa Przemysłowego (ang. European Industry Heritage Route, ERIH) – leży na szlaku tematycznym „Górnictwo: Skarby ziemi” i na regionalnym Szlaku Zagłębia Ruhry.
W 2001 kompleks Zollverein został wpisany na listę dziedzictwa kulturowego UNESCO.

## Historia

### 1847–1890
Założycielem kompleksu przemysłowego Zollverein był niemiecki przemysłowiec z Duisburga Franz Haniel (1779–1868), poszukujący złóż węgla koksowniczego do produkcji stali. Strategia Haniela rozwoju nowoczesnego przemysłu stalowego zakładała połączenie produkcji stali z wydobyciem surowców (węgla i rudy żelaza), produkcją niezbędnych maszyn, zapewnieniem odpowiednich rozwiązań logistycznych i kanałów handlowych.
Przy okazji prac wiertniczych w 1845 w okolicach Katernberga na północ od Essen odkryto zasobne pokłady węgla, które nazwano Zollverein na cześć Deutscher Zollverein (pol. Niemieckiego Związku Celnego) – założonej w 1834 unii celnej zrzeszającej państwa niemieckie pod przewodnictwem Prus. W okresie industrializacji Niemiec, Niemiecki Związek Celny, znoszący bariery celne w handlu pomiędzy państwami członkowskimi, stał się symbolem postępu gospodarczego.
W 1847 Haniel uzyskał od władz pruskich pozwolenie na wykonanie jednego odwiertu – węgiel znaleziono na głębokości 114 m. Pokłady węgla gazowego i antracytowego, odpowiednie dla koksownictwa, znajdowały się na głębokości 200–800 metrów. Haniel niezwłocznie założył spółkę górniczą Zeche Zollverein, a udziały w spółce zostały rozdzielone pomiędzy członków jego rodziny. Kopalnię usytuowano w pobliżu linii kolejowej łączącej Kolonię z Minden, a w 1847 przez teren kopalni przeprowadzono linię kolejową łączącą Oberhausen z Hamm, co zapewniło spółce dogodne warunki transportowe.
Budowa szybu nr 1 ruszyła 18 lutego 1847 pod kierownictwem Josepha Oertgena ok. 500 metrów na południe od wsi Katernberg, na terenie zwanym Bullmannsaue (pol.: „Błonia Bullmanna”). Szyb miał głębokość 130 m. Wydobycie rozpoczęto w 1851 na głębokości ok. 120 m. Zakład zatrudniał 256 członków załogi i wydobywał ok. 13 tysięcy ton węgla rocznie. Równocześnie zbudowano szyb nr 2, gdzie wydobycie ruszyło w 1852. Z początku nad szybami postawiono dwie identyczne basztowe wieże wyciągowe typu Malakow ze wspólną maszynownią. W 1853 wydobycie wyniosło ok. 100 tysięcy ton rocznie. Urobek transportowano wewnętrzną linią kolejową do linii łączącej Kolonię z Minden.
Od 1857 obok zespołu szybów 1/2 postawiono kilka pieców mielerzowych, które stanowiły pierwszą koksownię. W 1866 koksownia została zmodernizowana – uruchomiono 30 pieców komorowych w systemie Smet, a w 1869 kolejne 60. W 1867 wydobycie węgla osiągnęło 200 tysięcy ton rocznie a produkcja koksu w 1871 ponad 16 tysięcy ton.
W 1880 rozpoczęto budowę drugiego kompleksu wydobywczego na południowy wschód od Katernberga, ok. 1200 m od zakładu wydobywczego 1/2. Szyb nr 3 został uruchomiony w 1882, a wkrótce powstały kolejne szyby nr 7 i nr 10. W 1882 wydobywano 500 tysięcy ton węgla i produkowano 27 tysięcy ton koksu rocznie. W 1890 wydobycie węgla przekroczyło 1 milion ton węgla rocznie. Transport węgla i koksu ułatwiło przedłużenie wewnętrznej linii kolejowej na odcinku pomiędzy szybem nr 3 a zakładem 1/2.

### 1890–1918
Dobra koniunktura gospodarcza przyczyniła się do szybkiego rozwoju przedsiębiorstwa na początku XX w. W latach 1891–1896 wybudowano kolejny podwójny kompleks wydobywczy na granicy Katernberga z Heßler – o nazwie Zollverein 4/5 (1893), przy którym uruchomiono również koksownię z 60 kotłami firmy Brunck (1896). W 1891 pociągnięto kolejną nitkę wewnętrznej linii kolejowej, zapewniając połączenie z linią przedsiębiorstwa kolejowego Bergisch-Märkische Eisenbahn-Gesellschaft. W 1897 otwarto również nowy szyb wydobywczy nr 6 w Stoppenbergu. Kolejno powstawały:
- 1897–1899: Szyb nr 7 obok Szybu nr 3 (Zakład 3/7)
- 1897–1900: Szyb nr 8 obok Zakładu 1/2 (Zakład 1/2/8)
- 1903–1905: Szyb nr 9 obok Szybu nr 6 (Zakład 6/9)

Wkrótce zmodernizowano też zakład 1/2, gdzie szyb nr 1 otrzymał niemiecki wyciąg szybowy, który zastąpił wieżę typu Malakow. Od 1900 wydobycie węgla przekroczyło 1,7 mln ton rocznie. Modernizacji poddano również koksownię – w 1901–1902 wygaszono 30 pieców z 1868, które zastąpiono nowymi. W 1905 30 pieców zastąpiono 60 kotłami z firmy Dr. Otto, które wykorzystywano do 1919. W 1908 uruchomiono 60 kotłów firmy Koppers, które pracowały do 1928. W 1914 uruchomiono kolejne 60 kotłów Koppers, które wykorzystywano do 1930. W 1917 rozpoczęto budowę nowej koksowni z 54 kotłami Koppers, która rozpoczęła pracę w 1927 – zamknięto ją jednak w 1932 z powodu kryzysu gospodarczego.
W 1909 zakład 3/7 otrzymał nowy wyciąg szybowy. W 1914 wybudowano szyb nr 10 wraz z koksownią wyposażoną w 120 kotłów firmy Still, działającą do 1930. W 1912 koksownia zakładu 4/5 została zmodernizowana przez firmę Koppers. W 1914 Szyb nr 9 zakładu 6/9 otrzymał nowy zjazdowo-materiałowy wyciąg szybowy.
W czasie I wojny światowej wydobycie węgla osiągnęło 2,5 mln ton. W 1914 na terenie Zollverein działało 250 pieców koksowniczych. Produkcja koksu przekroczyła 500 tys. ton rocznie w 1918.

### 1918–1932
W 1920 zięć Heniela Werner Carp, zarządzający firmą rodzinną, przyłączył kompleks Zollverein do spółki Phönix AG, specjalizującej się w górnictwie i hutnictwie – uzyskując dla rodziny Heniel udziały w spółce Phönix AG. W 1921 rodzina Heniel i Carp posiadali prawie 10% akcji Phönix AG, a w 1925 Carp zwiększył ich udziały do prawie 20% i stanął jako przewodniczący na czele rady nadzorczej spółki. Wskutek kryzysu gospodarczego, w 1926 koncern Phönix AG (AG für Bergbau und Hüttenbetrieb Phönix; Vereignigte Stahlwerke van der Zypen und Wissener Eisenhütten AG, van der Zypen) wraz z innymi potentatami w branży metalowej i wydobywczej: Thyssen (August Thyssen-Hütte Gewerkschaft, ATH), Rheinische Stahlwerke, Rheinstahl i koncernem Rheinelbe (Deutsch-Luxemburgische Bergwerks- und Hütten AG, Deutsch-Lux; Gelsenkirchener Bergwerks-AG, GBAG; AG Bochumer Verein für Bergbau und Gussstahlfabrikation, Bochumer Verein) utworzyła na wzór United States Steel Corporation grupę Vereinigte Stahlwerke AG. Dla wszystkich kopalni Vereinigte Stahlwerke AG, które znajdowały się w okolicach Gelsenkirchen, koncern zaplanował jedną wspólną koksownię – Nordstern w Gelsenkirchen. Wskutek tego koksownie Zollverein zostały zamknięte, pracowała jedynie koksownia zakładu wydobywczego 1/2. Kopalnie Zollverein zapewniały ok. 50% węgla przerabianego we wspólnej koksowni. Ponadto rozbudowano zakład 4/5, który w 1927 otrzymał nowy szyb wydobywczy Nr. 11.

### Szyb nr 12
W 1928 spółka Gelsenkirchener Bergwerks-AG (GBAG) podjęła decyzję o budowie nowego szybu głównego. Modernistyczny projekt zakładu opracowany przez Fritza Schuppa (1896–1974) i Martina Kremmera (1894–1945) stał się wzorcem dla funkcjonalnej architektury przemysłowej w Niemczech Zachodnich. Kompleks przemysłowy kopalni uchodził w ocenie koncernu Vereinigte Stahlwerke AG za przykład nie tylko „najpiękniejszego kompleksu w Zagłębiu Ruhry, lecz najnowocześniejszego w Niemczech, a nawet w Europie i na całym świecie” (niem. die schönste Zeche Ruhrgebiets, sondern auch die modernste Deutschlands, ja Europas bzw. der ganzen Welt). Atrakcyjna architektura przemysłowa kompleksu uważana była za rodzaj reklamy. Zabudowania przemysłowe o prostych, sześciennych formach rozmieszczono wzdłuż dwóch osi głównych przecinających się pod kątem prostym. Centralny punkt założenia tworzy wyciąg szybowy, przed którym znajduje się swoisty cour d’honneur (reprezentacyjny dziedziniec). Gmachy hali i maszynowni powstały na bazie konstrukcji z kratownicy stalowej z fasadami z czerwonej cegły.
Nowy szyb nr 12 – o największej wówczas na świecie zdolności wydobywczej 12 tysięcy ton dziennie (szyby w Zagłębiu Ruhry wydobywały wówczas średnio ok. 2900 tysięcy ton dziennie) – przejął w 1932 wydobycie dotychczasowych czterech zakładów o 11 szybach, które zaczęły pełnić funkcje zaopatrzeniowe. Pozwoliło to na racjonalizację wydobycia. Szyb nr 12 był prawie w pełni zautomatyzowany, co pozwoliło na redukcję liczby zatrudnienia z 1000 do 500. W 1937 szyb nr 12 otrzymał imię byłego dyrektora generalnego Gelsenkirchener Bergwerks-AG Alberta Vöglera – Szyb Albert, od 1941 Szyb Albert Vögler.

### 1932–1968

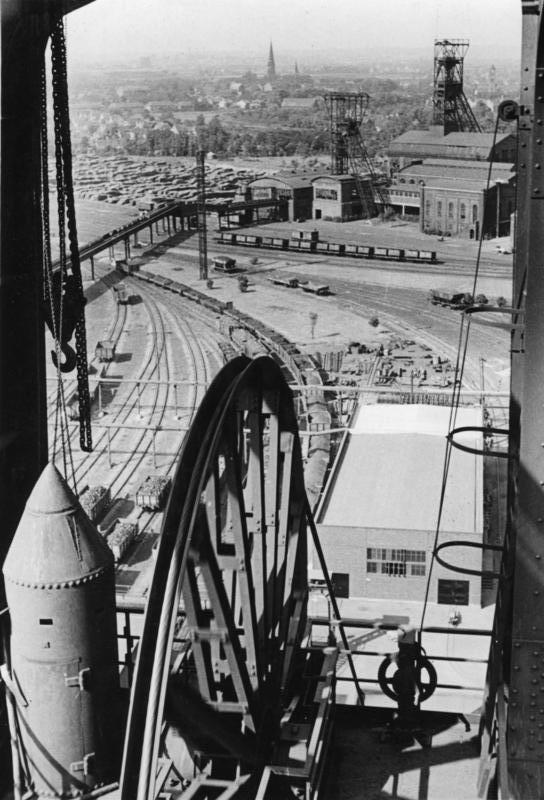
Widok z szybu nr 12 na zakład 1/2/8

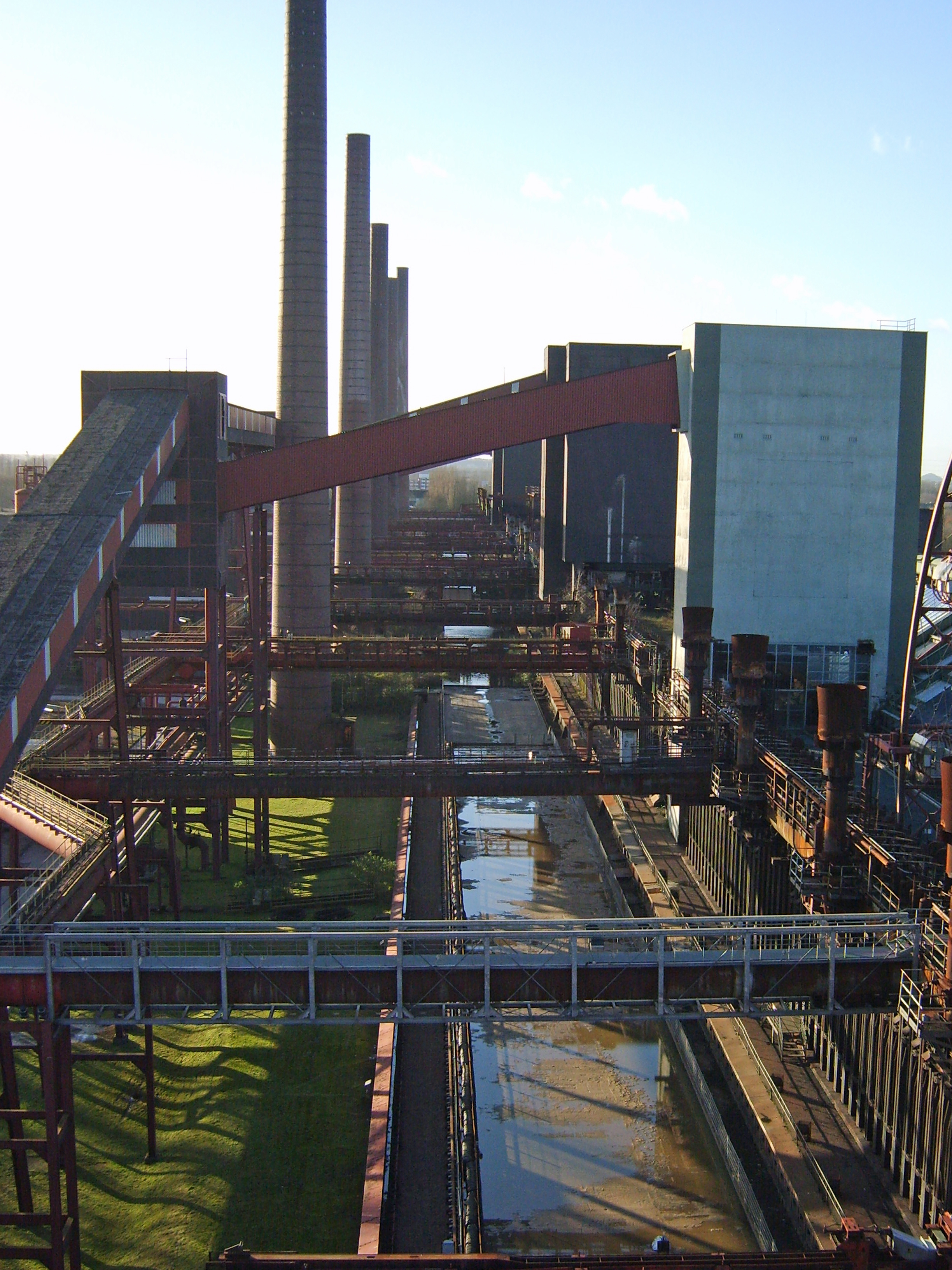
Centralna koksownia Zollverein

W 1934, wskutek zmian własnościowych kopalnia Zeche Zollverein przeszła do Gelsenkirchener Bergwerks-AG (GBAG), późniejszej Grupy Gelsenkirchen. Nowy szyb pozwolił na zwiększenie wydobycia, które w 1937 wyniosło 3,6 miliona ton. W owym czasie kompleks zatrudniał nieco ponad 6800 pracowników. W 1936 koksownia zakładu 1/2/8 została ponownie uruchomiona, produkując rocznie 200 tysięcy ton koksu. W 1937 starą konstrukcję nad szybem nr 6 zastąpiono nową dwupiętrową.
Okres II wojny światowej kompleks przetrwał bez większych zniszczeń. W 1953 wydobycie osiągnęło 2,4 miliona ton rocznie, plasując kompleks w czołówce zachodnioniemieckich kopalń węgla kamiennego. Po przekształceniu GBAG w Rheinelbe Bergbau AG, zakłady poddano modernizacji i racjonalizacji. W 1953 zamknięto, a następnie zburzono koksownię zakładu 1/2. W 1958 wyciąg szybowy nad szybem nr 1 został zastąpiony przez nową konstrukcję. W okresie od 1960 do 1964 przebudowano zakład 1/2/8 według projektu Fritza Schuppa. W 1964 szyb nr 2 otrzymał wieżę wyciągową z sąsiedniego, zamykano kompleksu Friedlicher Nachbar.
W 1961 postawiono nową centralną koksownię z 192 piecami w systemie Still, którą w 1972–1974 rozbudowano do 304 pieców. W plany architektoniczne zaangażowany był ponownie Fritz Schupp. Początkowo zdolność produkcyjna osiągnęła 5 tysięcy ton koksu dziennie, a po rozbudowie 8600 ton. Ponadto produkowano m.in. smołę (360 ton dziennie), kwas siarkowy (60 ton dziennie), benzen (55 ton dziennie), siarczan amonu i gaz (3,5 miliona metrów sześciennych dziennie).
W latach 1962–1964 zdemontowano konstrukcje zewnętrzne wielu szybów. Szyb nr 4 został wyłączony z wydobycia w 1962. Jego konstrukcja zewnętrzna została przekazana kopalni Holland w dzielnicy Bochum Wattenscheid do rozbudowy nowego centralnego szybu wydobywczego. Rozebrano również konstrukcje szybów nr 3 i nr 7. W 1967 zamknięto zakład 4/11. W 1969 kompleks przemysłowy kopalni i koksowni Zollverein przeszedł w ręce Bergbau AG Essen spółki Ruhrkohle AG.

### 1968–1986
Po przejęciu kopalni w 1968 kontynuowano mechanizację i racjonalizację kompleksu. Wydobycie Zollverein osiągnęło wówczas prawie 3 miliony ton rocznie. W 1974 Zollverein połączono z sąsiednim kompleksem Holland. Szyb Holland 3/4/6 zamknięto i wraz z innymi szybami kompleksu Bonifacius użytkowano jako szyb wentylacyjny i szyb zjazdowy. W 1979 zamknięto zakład 6/9.
Od 1980 rozpoczęto wydobycie ostatnich zasobów węgla bitumicznego w Flöz Sonnenschein, co przesunęło wydobycie na północ. Południowe i wschodnie szyby stopniowo zamykano. W 1983 zakończono wydobycie z pola Holland i zawiązano związek wydobywczy z sąsiadującym kompleksem Nordstern. Wydobycie połączonych kopalń Nordstern-Zollverein osiągnęło 3,2 miliony ton rocznie, jednak zasoby węgla zaczęły się wyczerpywać.
23 grudnia 1986 zamknięto wszystkie szyby kopalni Zollverein. Podczas 140 lat działalności w kopalni Zollverein wydobyto łącznie ponad 200 milionów ton węgla. Teren byłej kopalni odkupił rząd kraju związkowego Nadrenii Północnej-Westfalii – Stowarzyszenie na rzecz Rozwoju Kraju Nadrenii Północnej-Westfalii (niem. Landesentwicklungsgesellschaft Nordrhein-Westfalen, LEG) – z zamiarem objęcia go ochroną konserwatorską.
Wskutek kryzysu przemysłu stalowego i niskiego popytu na koks, centralna koksownia Zollverein została zamknięta w 1993. Następnie planowano sprzedaż koksowni inwestorowi chińskiemu, a po nieudanych negocjacjach zamierzano ją zburzyć. Koksownię uratowano przed wyburzeniem dzięki programowi Internationale Bauausstellung IBA Emscher Park, kiedy to przebudowano jeden z gmachów kompleksu na budynek wystawienniczy. W 1998 koksownię przejęła Fundacja Ochrony Pomników Przemysłu i Kultury Historycznej (niem. Stiftung Industriedenkmalpflege und Geschichtskultur).

### Ochrona konserwatorska i rewitalizacja

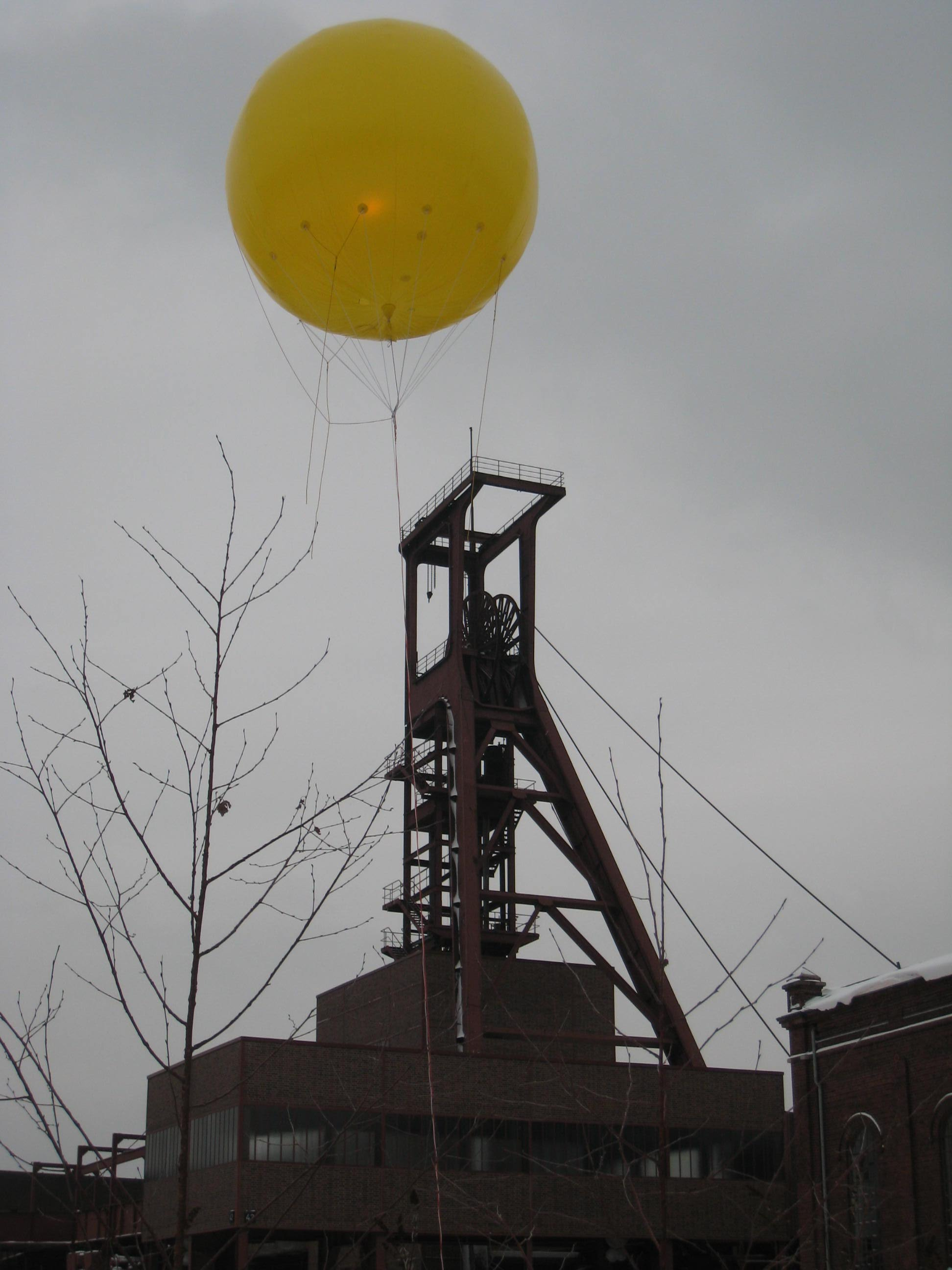
Żółty balon nad szybem Zollverein podczas otwarcia Ruhr2010

W 1986 kopalnia Zollverein została wpisana na listę zabytków. W 1989 teren Zollverein stał się jedną z lokalizacji IBA Emscher Park, która razem z miastem Essen powołała do życia organizację Bauhütte Zollverein w celu opracowania i realizacji programu rewitalizacji Zollverein. W 2000 koksownia Zollverein została objęta ochroną zabytków. W 2008 Bauhütte Zollverein przekształciła się w Fundację Zollverein (niem. Stiftung Zollverein), której celem jest ochrona zabytku, jego komercyjne użytkowanie i promocja. W 2001 kompleks Zollverein został wpisany na listę dziedzictwa kulturowego UNESCO.
Obecny projekt krajobrazu przemysłowego Zollverein (niem. Industrielandschaft Zollverein) opiera się na masterplanie opracowanym przez firmę Agence Ter.de pod kierownictwem Henriego Bavy z 2003. Główne założenia planu obejmowały zachowanie budynków i struktur przemysłowych oraz przekształcenie okalających je terenów zielonych w przestrzeń ogrodową z systemem ścieżek spacerowych i rowerowych. W 2002 rotterdamska firma Office for Metropolitan Architecture (OMA) pod kierownictwem Rema Koolhaasa otrzymała zlecenie na przygotowanie masterplanu urbanistycznego rozwoju Zollverein. Plan ten przewidywał wprowadzenie nowoczesnych form architektonicznych na teren Zollverein, m.in. przed kompleksem kopalnianym miał stanąć nowoczesny budynek, by przyciągać zwiedzających – zaowocowało to wzniesieniem tzw. gmachu SANAA.
W 2010 miasto Essen wraz z Zagłębiem Ruhry zostało wybrane Europejską Stolicą Kultury – na terenie Zollverein organizowane jest wiele imprez artystycznych w ramach programu Ruhr.2010.
Dalsze plany rozwoju kompleksu Zollverein skupiają się na wspieraniu przemysłu artystycznego ze wskazaniem na design. 3,5 ha obszar pomiędzy kopalnią a koksownią został przeznaczony pod rozbudowę parku dla młodych kreatywnych przedsiębiorstw, obejmującego biura, studia, warsztaty, apartamenty, restauracje oraz hotel.

## Architektura dawnego kompleksu przemysłowego Zollverein
| Zdjęcie | Obiekt | Okres działalności                                           | Opis |
| ------- | --- | ------------------------------------------------------------ | --- |
|         | Zespół Szybów 1/2/8 Szyb nr 1 Szyb nr 2 Szyb nr 8 I Koksownia zespołu szybów nr 1 i nr 2 II Koksownia zespołu szybów nr 1 i nr 2 | 1851–1932 1852–1932 1900–1932 1857–1930, 1936–1953 1927–1932 | Po XIX-wiecznych basztowych wieżach wyciągowych typu Malakow wzniesionych nad szybami nr 1 i nr 2 zachowały się jedynie fundamenty. Nad szybem nr 1 góruje wieża szybowa postawiona w latach 1956–1958, a nad szybem nr 2 wieża zaprojektowana przez Fritza Schuppa – wzniesiona w 1950 nad szybem kopalni Friedlicher Nachbar w Bochum i przeniesiona do Zollverein w 1965. Dawny gmach mieszczący maszynę wyciągową z 1903, wzniesiony z czerwonej cegły i nakryty dachem beczkowym, ma przybudówkę projektu Schuppa, dodaną w 1958. Zachowała się również pralnia – hala z cegły pod dachem beczkowym. Przed wejściem do zakładu znajduje się dawny budynek administracyjny (1906), willa dyrektorska (1898) oraz dom mieszkalny dla urzędników (1878).             |
|         | Zespół Szybów 3/7/10 Szyb nr 3 Szyb nr 7 Szyb nr 10 Koksownia Szybu nr 10                                                        | 1882–1932 1899–1932 1914–1932 1914–1930                      | Nad szybem nr 10 wznosi się 33-metrowa wieża szybowa z 1913 (ang. German strut frame). Na terenie zakładu zachowały się ponadto: gmach maszynowni (1913/1920) – trójnawowa hala ceglana, stróżówka (1950) i składzik na rowery (1955). |
|         | Zespół Szybów 4/5/11 Szyb nr 4 Szyb nr 5 Koksownia zespołu szybów nr 4 i nr 5 Szyb nr 11                                         | 1893–1962 1893–1967 1896–1930 1927–1967                      | Wieże szybowe szybów nr 4 i nr 11 zostały zburzone. Z oryginalnych zabudowań zakładu wzniesionych na początku lat 90. XIX w., zachowała się maszynownia Szybu nr 4 zbudowane przed 1914. Nad szybem nr 11 wznosi się budynek maszynowni z 1926/27, zaprojektowany przez Fritza Schuppa. Nieopodal znajduje się warsztat (1955) również projektu Schuppa. |
|         | Zespół Szybów 6/9 Szyb nr 6 Szyb nr 9                                                                                            | 1897–1932 1905–1932                                          | Z elementów infrastruktury zakładu wydobywczego 6/9 zachowały się jedynie fragmenty muru szybu, droga dojazdowa do Gelsenkirchener Strasse i aleja platanowa. |
|         | Zakład wydobywczy nr 12 | 1932–1986                                                    | Główna oś zakładu wydobywczego nr 12 biegnie równolegle do torów kolei kopalnianej. Jej południowy kraniec wyznacza stacja kontrolna, a północny stacja wytwarzania sprężonego powietrza, na którą składa się kotłownia i budynki sprężarek. Komin (106 m) za kotłownią został wyburzony ze względów bezpieczeństwa w 1979. Na północ i na południe od wyciągu szybowego znajdują się budynki maszynowni. Gmach płukania węgla (niem. Kohlenwäsche) o wymiarach 90 m długości, 40 m szerokości i 30 m wysokości jest największym budynkiem na terenie kopalni Zollverein. Jego funkcjonalna architektura dostosowana była do potrzeb odbywającego się tu sortowania i oczyszczania węgla, który od 1958 mógł być transportowany taśmociągiem bezpośrednio do koksowni. |
|         | Centralna koksownia | 1961–1993                                                    | Do dnia dzisiejszego zachowały się komory pieców z pełnym wyposażeniem, które znajdują się na odcinku ok. 1 km wzdłuż dawnej linii kolejowej łączącej Kolonię z Minden. Trasa koksowania węgla została w pełni zachowana – piece z wyposażeniem, stacja chłodzenia koksu, stacja kontrolna. Zachowały się również jednostka oczyszczania gazu wraz z rurociągami i wyposażeniem, jednostki schładzania, produkcji smoły, fenolu, amoniaku i katalizy kwasu siarkowego. Ponadto na terenie koksowni znajdują się budynki pomocnicze, m.in. budynek administracyjny, zakład wytwarzania sprężonego powietrza, warsztaty i laboratoria. |

## Zollverein jako ośrodek kultury

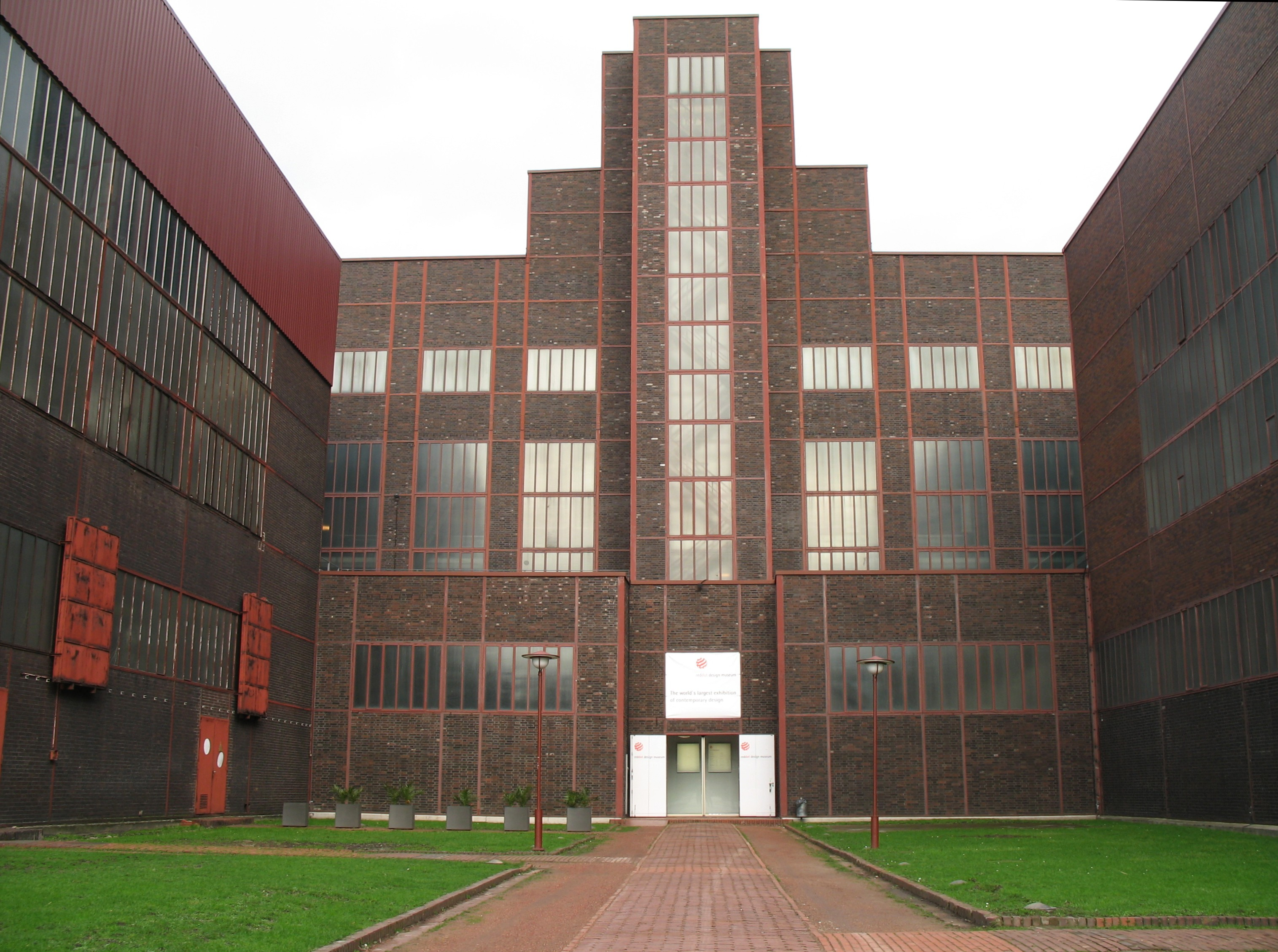
Ośrodek Wzornictwa Nadrenii Północnej-Westfalii

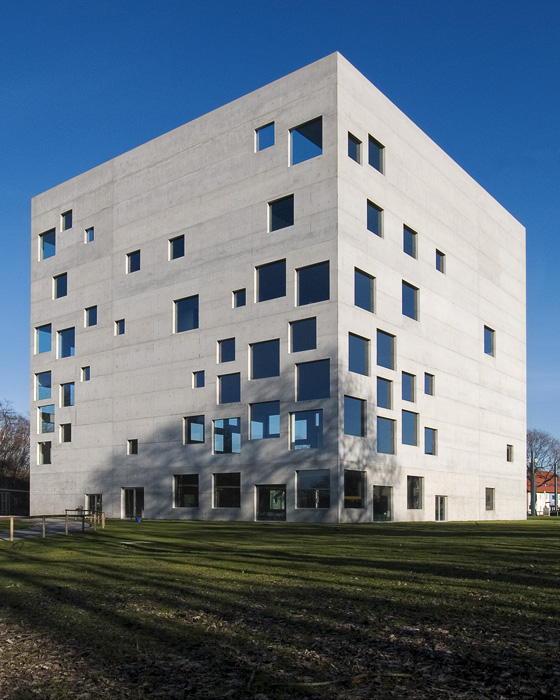
Gmach Sanaa

Na terenie kompleksu znajduje się ścieżka muzealna Droga Węgla (niem. Weg der Kohle) i centrum dla podążających szlakiem kultury przemysłowej. W przebudowanym przez Normana Fostera dawnym budynku kotłowni (niem. Kesselhaus) znajduje się Ośrodek Wzornictwa Nadrenii Północnej-Westfalii. Na terenie zakładu 1/2/8, przeprojektowanym przez Christopha Mäcklera, umieszczono PACT Zollverein – centrum choreograficzne Nadrenii Północnej-Westfalii. Na terenie zakładu 3/7/10 założono pole doświadczalne oraz warsztat ceramiczny Margarethenhöhe. W dawnej koksowni zorganizowano przestrzeń wystawienniczą dla sztuki współczesnej – znajduje się tu również wystawa z instalacjami przestrzennymi Palast der Projekte autorstwa Ilji i Emilii Kabakow.

### Kohlenwäsche – Ruhr Museum
Latem 2006 zakończono wieloletnią przebudowę gmachu płukania węgla (niem. Kohlenwäsche) na terenie zakładu Zollverein 12 według projektu Rema Koolhaasa i Heinricha Bölla. Wolno stojące schody ruchome (55 m długości – najdłuższe wolno stojące schody ruchome na terenie Niemiec) prowadzą do centrum dla zwiedzających na wysokości 24 m.
Od 26 sierpnia do 3 grudnia 2006 odbywała się tu wystawa „ENTRY2006 – Wie werden wir morgen leben zu sehen”, gdzie wystawiono ponad 300 obiektów projektantów i architektów z 20 krajów. Jesienią 2008 do dolnej części gmachu Kohlenwäsche wprowadziło się nowe Muzeum Ruhry (niem. Ruhr-Museum), mieszczące się dotychczas w Essen pod nazwą Ruhrlandmuseum.

### Gmach Sanaa
W latach 2003–2006 wzniesiono przy wjeździe na teren kompleksu Zollverein gmach dla prywatnej Szkoły Zarządzania i Projektowania Zollverein (ang. Zollverein School of Management and Design) według projektu japońskich architektów Kazuyo Sejimy i Ryūe Nishizawy z tokijskiego biura SANAA (ang. Sejima And Nishizawa And Associates). Szkoła zbankrutowała po kilku latach działalności w 2008, a do gmachu wprowadziła się na początku 2010 Wyższa Szkoła Sztuki i Muzyki Folkwang (niem. Folkwang Kunst- und Musikhochschule), dla której do 2012 powstanie na terenie Zollverein drugi gmach.